# Rally Ciudad de Oviedo de 1968
El Rally Ciudad de Oviedo de 1968, oficialmente 5.º Rally Ciudad de Oviedo, fue la quinta edición y la undécima cita de la temporada 1968 del Campeonato de España de Rally. Se celebró el 22 de septiembre y contó con un itinerario de veinticuatro tramos que sumaban un total de 514 km.

## Itinerario
| Día   | Tramo | Nombre            |
| ----- | ----- | ----------------- |
| Día 1 | TC1   | Oviedo            |
| Día 1 | TC2   | Grado             |
| Día 1 | TC3   | Dóriga            |
| Día 1 | TC4   | Soto Los Infantes |
| Día 1 | TC5   | Tineo             |
| Día 1 | TC6   | La Espina         |
| Día 1 | TC7   | Cornellana        |
| Día 1 | TC8   | Peñaullán         |
| Día 1 | TC9   | Avilés            |
| Día 1 | TC10  | Oviedo            |
| Día 1 | TC11  | Tudela Veguín     |
| Día 1 | TC12  | Villaviciosa      |
| Día 1 | TC13  | Infiesto          |
| Día 1 | TC14  | Arriondas         |
| Día 1 | TC15  | Colunga           |
| Día 1 | TC16  | Ribadesella       |
| Día 1 | TC17  | Posada            |
| Día 1 | TC18  | Alto de Ortiguero |
| Día 1 | TC19  | Covadonga         |
| Día 1 | TC20  | Cangas de Onís    |
| Día 1 | TC21  | Arriondas         |
| Día 1 | TC22  | Infiesto          |
| Día 1 | TC23  | Oviedo            |
| Día 1 | TC24  | Alto del Naranco  |

## Clasificación final
| Pos. | Piloto               | Copiloto           | Automóvil                | Tiempo |
| ---- | -------------------- | ------------------ | ------------------------ | ------ |
| 1.   | Bernard Tramont      | Ricardo Muñoz      | Alpine-Renault A110 1440 | ?      |
| 2.   | Eladio Doncel        | Eduardo Vigil      | Porsche 911 SC           |        |
| 3.   | Alberto Ruiz-Giménez | Jaime Lazcano      | Renault 8 Gordini        |        |
| 4.   | Carlos Arrojo        | Fernando González  | SEAT 600 D               |        |
| 5.   | Félix Crabifosse     | Jose L. Crabifosse | Alpine-Renault A110      |        |
| 6.   | Emeterio Fernández   | Juan J. Junco      | Alpine-Renault A110      |        |
| 7.   | Pedro Iglesias       | José J. Meana      | SEAT 850 Coupé           |        |
| 8.   | Miguel A. Pedrón     | Ángel Izquierdo    | SEAT 850 Coupé           |        |
| 9.   | Alberto Rebordinos   | Joaquín Oliva      | SEAT 600 D               |        |
| 10.  | Ángel Menéndez       | José L. Morán      | SEAT 850 Coupé           |        |